# Viktor Iretzky
Viktor Iretzky (1882 — 1936) foi um escritor e jornalista russo, que a partir de 1925 se fixou em Berlim, exilado por ser considerado opositor ao regime bolchevique da União Soviética. Foi casado com a pedagoga Helena Antipoff.

## Obras
- Spiel gegen Gott. Berlin: Ring-Verl. 1928.